# Комітат

Жупи Угорського королівства станом на 1880

Коміта́т (лат. comitatus «компанія, група, графство», угор. vármegye), або жупа — історична адміністративно-територіальна одиниця в Угорському королівстві в період з X століття до 1920 року. На чолі комітату стояв жупан.
На території сучасної Закарпатської області до 1919 року існували 4 комітати: Унґ (або Ужанський; центр — Унґвар, сучасний Ужгород), Береґ (центр — Береґсас, сучасне Берегове), Угоча (центр — Севлюш, сучасний Виноградів), Мармарош (центр — Хуст, пізніше — Сигіт, нині Румунія).
У сучасній Угорщині головною одиницею адміністративно-територіального поділу є медьє. Кордони та назви сучасних медьє подекуди збігаються з кордонами та назвами старих жуп.